# Siêu trí tuệ (Trung Quốc)
Siêu trí tuệ (tiếng Trung: 最强大脑; bính âm: Zùiqiáng Dànǎo, Hán Việt: Tối cường đại não) là một chương trình khoa học thực tế và tìm kiếm tài năng Trung Quốc có xuất xứ từ Đức. Chương trình có mục đích tìm những người có trí tuệ phi thường. Chương trình này sản xuất dưới nhãn hiệu Endemol và được bán bản quyền cho nhiều quốc gia tại châu Âu, Trung Quốc, Nga và Hoa Kỳ.

## Tổng quan và định dạng chương trình

### Mùa 1, 2 (2014, 2015)
Vòng 1 - Dự tuyển
Một thí sinh lên sân khấu, thông báo kỹ năng đặc biệt của họ (không nhất thiết là kỹ năng trí tuệ hay trí não). Các giám khảo, ngoại trừ Giáo sư Ngụy Khôn Lâm sẽ cho điểm từ 0 đến 5 dựa trên độ khó của kỹ năng. Điểm của cả ba giám khảo được cộng vào với nhau để cho ra tổng điểm sơ bộ (từ 0 đến 15).
Sau đó, thí sinh thực hiện thử thách được đưa ra. Nếu thành công, Giáo sư Ngụy sẽ cho điểm từ 1 đến 10 dựa trên độ khó thực sự của thử thách. Điểm của Giáo sư Ngụy nhân với tổng điểm sơ bộ là điểm số cuối cùng.
Nếu điểm số cuối cùng hơn 80 điểm thì thí sinh mới đủ điều kiện vào vòng tiếp theo. Nếu Giáo sư Ngụy cho 10 điểm, các thí sinh tự động đủ điều kiện vào vòng tiếp theo. Thông thường, Giáo sư Ngụy sẽ giải thích về điểm số của mình, bất kể thí sinh thành công hay bị loại.
Vòng 2 - Vòng loại
Thí sinh được 10 điểm từ Giáo sư Ngụy trong vòng 1 được miễn đấu.
Trước khi một thí sinh bắt đầu thử thách, họ phải chọn một thí sinh đã đủ điều kiện để thách đấu. Nếu thí sinh không chọn ra được thí sinh này, đó sẽ là thử thách cho tất cả các thí sinh đã đủ điều kiện.
- Nếu thí sinh chỉ chọn một người để thách đấu và điểm thí sinh cao hơn so với người bị thách đấu thì thí sinh đó được đi tiếp. Nếu thí sinh đạt điểm thấp hơn thì sẽ bị loại. Nếu hòa, Giáo sư Ngụy sẽ quyết định ai được đi tiếp.
- Nếu thí sinh muốn thách thức tất cả các thí sinh đủ điều kiện, điểm số của thí sinh phải cao hơn điểm thấp nhất của các thí sinh đủ điều kiện. Nếu thí sinh có điểm số cao hơn điểm thấp nhất của các thí sinh này, Giáo sư Ngụy sẽ chọn ra ai bị loại trong số các thí sinh đủ điều kiện có điểm thấp hơn thí sinh thách đấu. Nếu không, thí sinh sẽ bị loại.

Sau tập 9 (sau vòng 2), 12 thí sinh đủ điều kiện đi tiếp thành lập đội Trung Quốc cho các trận đấu quốc tế (Trung - Ngoại đối kháng).
Vòng 3 - Trung ngoại đối kháng
Giai đoạn này bao gồm những trận Trung - Ngoại đối kháng giữa các thí sinh xuất sắc nhất của chương trình Trung Quốc và các tuyển thủ đến từ các phiên bản nước ngoài (xem bên dưới).
Mỗi đội có 4 thành viên tham gia cuộc đấu tay đôi giữa đội Trung Quốc và các tuyển thủ nước ngoài. Mỗi thành viên trong đội tham gia một hạng mục thi đấu, và đội có nhiều điểm hơn sau các phần thi sẽ giành chiến thắng. Trong trường hợp hòa, các giám khảo sẽ quyết định người thắng cuộc dựa trên độ khó của các hạng mục thi đấu.

### Mùa 3 (2016)
Vòng 1 - Lựa chọn đội trưởng
Trong tập đầu của mùa 3, 8 thí sinh từ các mùa trước sẽ đối đấu trong các cuộc thi. Bốn người chiến thắng sẽ được phân bổ cho vòng 3, hoặc các trận Trung - Ngoại đối kháng với vai trò là đội trưởng.
Vòng 2 - Vòng loại
Quy tắc vẫn giống như các vòng 1 và 2 trong mùa trước. Chỉ có tối đa 12 người có thể tham dự các trận Trung - Ngoại đối kháng tại cuối vòng loại. Nếu thí sinh thành công trong việc hoàn thành thử thách cá nhân của mình nhưng không đủ thăng cấp từ Tiến sĩ Ngụy Khôn Lâm, ba giám khảo còn lại có thể chọn đồng ý cho thí sinh tiến cấp hay không. Nếu cả ba giám khảo đều đồng ý thì thí sinh mới được tiến cấp.
Vòng 3 - Đấu Quốc tế
Một đội của các thí sinh từ Trung Quốc sẽ chơi đối đầu với một đội nước ngoài. Quy tắc vẫn giống như những cuộc thi trong đầu mùa.
Chỉ có đội chiến thắng mỗi tuần mới có thể chọn một thí sinh từ đội tuyển quốc gia đến giai đoạn tiếp theo - vòng cuối cùng trong tháng 4.
Vòng 4 - Chung kết Não vương tranh bá
Giám khảo quốc tế sẽ đề cử một thí sinh có màn thể hiện xuất sắc nhất ở cả hai đội để tham gia cuộc thi Não vương. Tuy nhiên, do trận đấu thứ ba giữa Trung Quốc và Nhật Bản đã kết thúc với kết quả hòa, Robert Desimone đề cử một thí sinh từ cả hai đội, nghĩa là sẽ có tổng cộng 5 thí sinh. Nhưng Trần Nhiễm Nhiễm quyết định rút lui, do đó 4 người trong trận chung kết.
Mỗi thí sinh sẽ tham gia thử thách cá nhân. Thử thách này được dựa trên những điểm mạnh của họ và sẽ khó khăn hơn. Sau đó, giáo sư Ngụy và ba giám khảo quốc tế tất cả sẽ đánh giá các thử thách và giải thích một cách khoa học. Nhà vô địch năm này thuộc về Trần Trí Cường và giành được quyền trực tiếp thi đấu Não vương tranh bá vào mùa sau.

### Mùa 4 (2017) - Con người đối đầu trí tuệ nhân tạo
Tiểu Độ - một Robot có trí tuệ nhân tạo thuộc hãng Baidu được công nhận là một thí sinh đặc biệt. Tiểu Độ có thể khiêu chiến với các thành viên trong Danh nhân đường ở 2 hạng mục nhận dạng khuôn mặt và phân biệt âm thanh. Tổng cộng có 3 trận đấu, nếu Tiểu Độ chiến thắng sẽ được tham gia vòng chung kết não vương tranh bá.
Vòng 1 - Thử thách cá nhân
Giống như 3 mùa trước, tuyển thủ mới sẽ thể hiện năng lực. Ba giám khảo cho điểm đánh giá độ khó, giáo sư Ngụy sẽ cho hệ số nhân đánh giá khả năng thực hiện hạng mục, tích của hệ số này và tổng điểm độ khó là điểm của tuyển thủ. Khi số điểm này lớn hơn hoặc bằng 80 thì tuyển thủ mới sẽ giành được quyền khiêu chiến tuyển thủ của Danh Nhân Đường. Nếu điểm nhỏ hơn 80, tuyển thủ của Danh Nhân Đường có thể sử dụng quyền bấm đèn để cứu tuyển thủ mới (chỉ có thể cứu khi tất cả tuyển thủ đều bấm đèn). Nếu được tiến cấp, tuyển thủ mới sẽ có quyền được khiêu chiến tuyển thủ của Danh Nhân Đường.
Danh Nhân Đường gồm những thí sinh xuất sắc trong ba mùa trước. Một trong những thành viên của Danh Nhân Đường sẽ tham gia phiên đánh giá để chọn thí sinh (Năm này là Vương Phong).
Như mọi khi, nếu các thí sinh thất bại trong việc hoàn thành thử thách của mình, thí sinh sẽ bị loại.
Vòng 2 - Giành vị trí trong Danh Nhân Đường
Tuyển thủ mới được tiến cấp sẽ khiêu chiến tuyển thủ của Danh Nhân Đường. Người chiến thắng sẽ được vào Danh Nhân Đường của Trung Quốc và có cơ hội được đối đầu với các tuyển thủ nước ngoài.
Vòng 3 - Đấu Quốc tế
Các tuyển thủ trong Danh Nhân Đường sẽ thi đấu với các tuyển thủ quốc tế thuộc đội X-team đến từ nhiều quốc gia khác nhau. Tuyển thủ nào biểu hiện năng lực xuất sắc sẽ được quyền tham gia chung kết tranh cúp Não vương. Kết thúc vòng 3, hai tuyển thủ xuất sắc nhất của mỗi đội sẽ được hai giám khảo khoa học lựa chọn vào vòng chung kết não vương tranh bá
Vòng 4 - Chung kết Não vương tranh bá
Có 3 vòng thi, 2 vòng đầu, tuyển thủ sẽ cùng trí tuệ nhân tạo (robot Tiểu Độ) thi đấu. Vòng cuối, sẽ thi đấu lĩnh vực sở trường. Cuối cùng sẽ do các giám khảo khoa học quyết định Não vương. Chung cuộc, cả bốn tuyển thủ con người và trí tuệ nhân tạo gồm Hoàng Chính, Alex Mullen, Trần Chí Cường, Tiểu Độ đều đoạt danh hiệu Não vương.

### Mùa 5, 6 (2018, 2019) - Bừng cháy lên Đại não
Hơn 100.000 thí sinh tham gia hình thức kiểm tra mô hình trí lực CHC do hội trưởng ủy ban nghiên cứu tài năng siêu thường Trung Quốc, giáo sư Lưu Gia và kinh nghiệm tuyển chọn nhân tài, tiến hành chuẩn bị 1 bộ đề thi gồm phân biệt các năng lực: Năng lực không gian, năng lực suy đoán, năng lực tính nhẩm, năng lực sáng tạo, năng lực quan sát và năng lực ghi nhớ để kiểm tra năng lực tổng hợp của các tuyển thủ qua vòng sơ khảo trên mạng, vòng thi trên giấy và các tình huống thử thách. Qua 3 cửa ải lớn, từ hơn 100.000 tuyển thủ, sàng lọc 100 tuyển thủ đứng đầu trở thành thành viên chính thức của các mùa này.
- Mùa 5: Ba tuyển thủ thiên tài (Gồm Vương Dục Hoành, Vương Phong và Bào Vân) sẽ thăng chức lên giám khảo. Sau khi lựa chọn nghiêm túc sẽ tạo ra Tối cường chiến đội nghênh chiến cao thủ quốc tế.
- Mùa 6: Hai tuyển thủ thiên tài (Gồm Vương Phong và Bào Vân) và giáo sư Ngụy Khôn Lâm sẽ là đội trưởng cùng với 3 nghệ sĩ trợ lực (Hàn Tuyết, Quách Thái Khiết và Thích Vy). Sau khi lựa chọn nghiêm túc sẽ tạo ra Tối cường chiến đội nghênh chiến cao thủ quốc tế.

Vòng 1 - Tranh ghế hoàng kim
100 thí sinh được chọn qua các vòng sơ loại sẽ vượt qua 4 phần thử thách. Tuyển thủ tiến cấp mỗi phần sẽ căn cứ theo thứ hạng ở phần này lựa chọn thử thách cho phần sau. Sau 4 phần thi sẽ có 30 tuyển thủ (mùa 5) và 24 tuyển thủ (mùa 6) được tiến cấp.
Vòng 2 - Tuyển chọn thành viên vào chiến đội
- Mùa 5 (Đối kháng trực tiếp): tuyển thủ căn cứ theo não lực và đặc điểm do các chuyên gia tiến hành chia cặp đối đầu. Từng cặp tiến hành đối chiến. Trước khi thi đấu, 3 đội trưởng tiến hành dự đoán thắng thua. Đội trưởng dự đoán chính xác mới được tuyển thủ thắng lựa chọn. Sau khi chiến thắng, tuyển thủ giành chiến thắng lựa chọn vào một trong các đội trưởng dự đoán chính xác, gia nhập vào đội hoặc chọn vào khu vực chờ. Nếu tuyển thủ giành chiến thắng mà trước khi thi đấu không có đội trưởng nào đoán chính xác thì tự động vào khu vực chờ. Chiến đội của mỗi đội trưởng có 4 thành viên. Sau khi vòng đấu loại kết thúc mà vẫn còn vị trí trống, đội trưởng sẽ chọn từ khu vực chờ cho đến khi đủ thành viên, mỗi đội có 1 cơ hội đổi người. Những người không được chọn đều bị loại.
- Mùa 6 (Tập kết chiến đội): 24 tuyển thủ được phân vào 3 chiến đội với số lượng tùy ý lớn hơn 4 (tất cả tuyển thủ được phân vào các chiến đội). Nếu chiến đội có nhiều hơn 4 người, các trận đấu nội bộ trong chiến đội sẽ được diễn ra để loại các tuyển thủ cho đến khi các chiến đội đều có đúng 4 tuyển thủ.

Vòng 3 - Đội chiến luân lưu
Ba đội tiến hành thi đấu luân lưu tính điểm, dựa vào thắng thua để tính điểm. Có 3 trận thi đấu luân lưu.  Sau khi kết thúc 3 trận thi đấu, đội có điểm cao nhất sẽ chiến thắng và đội trưởng của đội đó sẽ trở thành Tổng đội trưởng của Trung Quốc chiến đội và trong 12 thành viên chọn ra 6 thành viên gia nhập Trung Quốc chiến đội thi đấu với Quốc tế chiến đội.
Mỗi trận thi đấu luân lưu gồm 2 hạng mục, mỗi hạng mục yêu cầu mỗi đội phái ra 2 thành viên hợp lực hoàn thành. Đội thắng cả 2 hạng mục sẽ giành chiến thắng, được tính 3 điểm, đội thua tính 0 điểm. Nếu sau khi kết thúc 2 hạng mục mà hòa nhau thì 2 đội phái ra thành viên không tham gia 2 hạng mục trước đó để đấu tiếp hạng mục thứ 3. Đội thắng sẽ giành chiến thắng, được tính 2 điểm, đội thua tính 1 điểm.
Vòng 4 - Đấu Quốc tế
Tổng đội trưởng của Trung Quốc chiến đội và các thành viên (6 cho mùa 5, 8 cho mùa 6) gia nhập Trung Quốc thi đấu với Quốc tế chiến đội. Mỗi trận thi đấu, đội nào thắng được 1 điểm (Có hạng mục được tính 2 hoặc 3 điểm tùy độ khó). Đội nào có tổng điểm cao hơn sẽ thắng. Tổng đội trưởng của Trung Quốc chiến đội và Quốc tế chiến đội sẽ lựa chọn một thành viên trong đội thắng để trao danh hiệu Não vương.

### Mùa 7 (2020) - Hackathon
Vòng 1 - Xếp thứ hạng
77 tuyển thủ lần lượt đi vào thông đạo vinh danh. Các tuyển thủ khác căn cứ vào lý lịch của tuyển thủ đang đi vào thông đạo để tiến hành so sánh với thực lực của mình. Nếu tuyển thủ cho rằng bản thân có thể đánh bại anh ta thì chọn "Ta mạnh", ngược lại thì chọn "Ngươi mạnh" ở trên điện thoại. Tuyển thủ đi qua thông đạo sẽ được xem trước kết quả bỏ phiếu, giữa hai khu vực "Cường giả" và "Tập kết" (cho người phổ thông), chọn một khu vực và đến ngồi vào khu vực đó.
Sau khi qua thông đạo, khu cường giả có 38 thí sinh còn khu tập kết có 39 thí sinh.
Tiếp theo, các tuyển thủ sẽ phải vượt qua thử thách để tranh vào các thứ hạng S, A, B, C. Sau đó, thông qua các trận đấu hủy diệt hạng để tìm ra 12 thí sinh mạnh nhất tạo thành 4 đội. Trong đó, 4 tuyển thủ hạng S sẽ là đội trưởng của mỗi đội.
Vòng 2 - Đột phá chiến đội
Bốn đội sẽ thi đấu các hạng mục theo hình thức xếp hạng loại trực tiếp. Những đội còn lại mỗi đội sẽ chọn 1 thành viên từ đội bị loại và tiếp tục thi đấu đến khi chỉ còn 2 đội (mỗi đội 6 thành viên) và tiến hành thi đấu tiếp sức 6 người. Trong quá trình thi, tuyển thủ nào trả lời sai thì thời gian tích lũy của đội đó tăng gấp đôi. Cuối cùng, đội nào có thời gian tích lũy ít hơn sẽ thắng. Đội chiến thắng chọn 2 thành viên từ đội thua cuộc tạo thành một đội mới có 8 thành viên. Trừ Đội trưởng của Đội chiến thắng, 7 thành viên còn lại tiến hành hành đấu loại trực tiếp để tìm ra 3 thành viên sau cùng vào Trung Quốc chiến đội.
Vòng 3 - Tranh cúp Não vương chi vương
Do Đại dịch COVID-19 tại Trung Quốc đại lục nên không có thi đấu với Chiến đội quốc tế mà Não vương các mùa sẽ thi đấu với các tuyển thủ mùa hiện tại để tranh cúp Não vương chi vương. Năm 2020 là sự đổi thay khi giáo sư Robert Desimone sử dụng biện pháp Hackathon gây áp lực cho thí sinh thi đấu liên tục trong 36 giờ (thực tế thời gian thi đấu là 36 giờ 34 phút 5 giây), dùng quy tắc thi cực hạn đột phá giới hạn của não lực. Chiến đội nào chiến thắng sau cùng thì Ban giám khảo sẽ lựa chọn một thành viên xứng đáng nhất trong Chiến đội đó để trao thưởng danh hiệu Não vương.

### Mùa 8 (2021) - Con đường vinh quang
Sau một thời gian tạm hoãn do Đại dịch COVID-19 tại Trung Quốc đại lục, chương trình đã ghi hình trở lại.
Vòng 1 - Xếp thứ hạng
88 thí sinh tự xét vào năng lực bản thân mà chọn cho mình một chỗ ngồi thuộc 4 bảng xếp hạng. Sau đó, căn cứ kết quả kiểm tra năng lực mà Ban tổ chức sắp xếp lại vị trị ngồi một lần nữa để bắt đầu tiến hành thi đấu. Mỗi vòng thi, thí sinh dựa vào kết quả của thử thách để đạt được hoặc bị trừ đi số điểm tương ứng. Đồng thời, điểm số sẽ được tích lũy từ số điểm phía trước để cập nhật bảng danh sách Bậc thang trí não. Sáu thí sinh đứng đầu bảng tham gia vòng thi Tranh cup Não vương mùa này.
Vòng 2 - Vòng tranh bá Cup Não Vương
Sáu thí sinh đứng đầu bảng + một thí sinh được vé vớt do Ban giám khảo bình chọn tham gia vòng thi Tranh bá cup Não vương mùa này.

### Mùa 9 (2022) - Tam độ tư duy
Ngoài 6 loại năng lực xét tuyển thủ như các năm trước. Năm nay, chương trình nâng cao thêm khảo nghiệm năng lực Tam độ tư duy gồm: chiều rộng Chiến thuật, chiều cao Nhận thức, chiều sâu Tư duy.
Vòng 1 - Thăng duy chi chiến
42 tuyển thủ tự lựa chọn số lượng thẻ tài nguyên muốn nhận là 2, 5, 8. Mỗi loại gồm 14 thẻ tương ứng với 42 tuyển thủ. Trong mỗi lần thi đấu, mỗi tuyển thủ sẽ tốn ít nhất 1 thẻ tài nguyên. Sau khi kết thúc, dựa vào vị trí thứ hạng mà giành được thẻ tài nguyên khác nhau. Ngoài ra, thẻ tài nguyên còn có thể ở vòng phụ đổi được quyền lợi đặc biệt. Các tuyển thủ không thể tặng thẻ tài nguyên cho nhau. Bất kì tuyển thủ nào không hoàn thành bất kì thử thách nào đều bị loại, đồng thời thẻ tài nguyên sẽ bị thu hồi. Các tuyển thủ tiến hành thì đấu với nhau theo nhiều hình thức khác nhau tùy theo thử thách và thể thức thi đấu. Sau cùng chọn 6 tuyển thủ bước vào vòng 2
Vòng 2 - Não vương chi chiến
Sáu thí sinh + một thí sinh được vé vớt do Ban giám khảo bình chọn tham gia vòng thi Tranh bá cup Não vương mùa này.

### Mùa 10 (2023) - Muốn thắng thì phải ngạnh kháng ngạnh
Trải qua 10 mùa, đã có 342 hạng mục thử thách, 545 tuyển thủ đã tham gia, 15 quốc gia có tuyển thủ từng thi đấu tại vũ đài Tối cường đại não. Để kỷ niệm 10 năm phát sóng, năm nay chương trình đã mời 3 Não vương (Dương Dịch (Não vương mùa 5 và 7), Chu Huy Vũ (Não vương mùa 8) và Bạch Vũ Bằng (Não vương mùa 9)) và nhiều tuyển thủ đã từng tham gia của các mùa trước quay trở lại. Đây cũng là mùa có lại phần thi Đấu quốc tế sau 3 năm bị hoãn vì Đại dịch COVID-19 tại Trung Quốc đại lục.
Vòng 1 - Khiêu chiến Não vương
49 tuyển thủ tân binh gửi thư khiêu chiến đến 3 vị Não vương. Ba vị Não vương dựa theo thành tích thi đấu trận Tam vương đối quyết mà chọn tiếp nhận 5, 8 hay 10 chiến thư. Tổng cộng sẽ có 24 tuyển thủ (1 tuyển thủ được 2 khách mời chọn thêm) được 3 Não vương tiếp đấu. 24 tân binh sẽ so tài với Não vương mình chọn. Nếu thứ hạng của tân binh cao hơn Não vương tức khiêu chiến thành công, có thể lấy từ não vương 1 huy chương vinh dự, ngược lại tức khiêu chiến không thành công, đối mặt với nguy cơ bị loại. Nếu não vương không lấy được hạng 1 thì số người xếp hạng cao hơn não vương sẽ là những người vượt qua não vương này. Sau hai vòng khiêu chiến, nếu tổng số người vượt qua Não vương lớn hơn 10 người thì Não vương có số người vượt qua nhiều nhất sẽ đối diện với nguy cơ bị loại.
Sau khi kết thúc vòng khiêu chiến thứ 2, các Não vương và những tân binh chiến thắng Não vương bước vào Trận đặc cách. Người chiến thắng trận đặc cách được tấm vé trực tiếp tới vòng tranh bá cúp thưởng Não vương, đồng thời không phải tham gia bất kì thử thách nào sau đó cho đến khi vòng tranh cúp bắt đầu; những tuyển thủ còn lại (bao gồm Não vương) trở về khu tuyển thủ để tiếp tục thi đấu các trận kế tiếp. Trong trường hợp có Não vương đối diện với nguy cơ bị loại, Não vương buộc phải giành được vé trực tiếp vào vòng tranh bá cúp thưởng Não vương, nếu không sẽ bị loại.
Vòng 2 - Sàng lọc cực hạn
Các tuyển thủ còn lại lần lượt thi đấu 4 trận tranh ghế Thượng vị (mỗi trận chọn 2 người bước vào khu Thượng vị, riêng trận cuối cùng chỉ lấy 1 người, đồng thời số tuyển thủ bị loại sau mỗi trận bằng đúng số tuyển thủ được lên khu Thượng vị trong trận đó). Sau giai đoạn này, tất cả các tuyển thủ còn lại được xếp vào khu Hạ vị.
Lúc này các tuyển thủ ở khu Hạ vị sẽ tham gia trận tranh tư cách hoán vị, với 2 tuyển thủ có xếp hạng thấp nhất sẽ bị loại, những tuyển thủ còn lại dựa theo thứ tự xếp hạng để lựa chọn thử thách và tuyển thủ ở khu Thượng vị tham gia đối đầu trực tiếp. Tuyển thủ thắng trận đối đầu được vào khu Thượng vị, tuyển thủ thua cuộc bước vào khu Hạ vị. Sau đó, 2 cặp trận tranh tư cách + đối đầu khác được diễn ra theo quy tắc như trên.
Kết thúc vòng này, những tuyển thủ ở khu Hạ vị sẽ bị loại, những tuyển thủ ở khu Thượng vị được vào vòng tranh cúp thưởng Não vương.
Vòng 3 - Tranh bá cúp thưởng Não vương
8 tuyển thủ còn lại tham gia 2 trận đấu, với kết quả trận đầu tiên quyết định thứ tự tham gia trận thứ hai (tuyển thủ xếp hạng 1 vào trước, các tuyển thủ sau vào thi đấu muộn hơn tuyển thủ trước đó 2 phút). Hai tuyển thủ xếp cuối cùng ở trận thứ 2 bị loại. Sau đó 6 tuyển thủ còn lại tiếp tục tham gia thêm 3 trận đấu nữa, để xác định người giành cúp thưởng Não vương (cũng là đội trưởng của Trung Quốc chiến đội trong vòng thi Quốc tế).
Vòng 4 - Đấu Quốc tế
Kết thúc vòng 3, Viện sĩ Viện Khoa học Trung Quốc: Giáo sư Thi Nhất Công trở thành đội trưởng của Trung Quốc chiến đội thi đấu với Quốc tế chiến đội do Robert Desimone là đội trưởng. Hai đội thi đấu 4 hạng mục. Đội thắng được 1 điểm. Hòa thì không có điểm. Tổng kết đội nào điểm cao hơn sẽ chiến thắng.

### Mùa 11 (2024) - Phong thần chi chiến
Vòng 1 - Thí luyện quốc tế
48 tuyển thủ được phân vào 4 con đường dựa trên trọng tâm của chúng gồm:
- Tính nhẩm  siêu tốc
- Ghi nhớ
- Sáu loại năng lực: tính toán, suy luận, ghi nhớ, không gian, quan sát, sáng tạo.
- Rubik

Ở mỗi con đường có 3 trận đấu:
- Trận 1 (chuẩn nhập tư cách): chọn 8 trong 12 tuyển thủ, 4 tuyển thủ có thành tích thấp nhất bị loại
- Trận 2 (thử thách tư cách): chọn 1 tuyển thủ duy nhất trong 8 tuyển thủ
- Trận 3 (Trung - ngoại đối quyết): tuyển thủ chiến thắng vòng 2 thi đấu với tuyển thủ quốc tế được chọn từ trước

Nếu tuyển thủ Trung Quốc thắng tuyển thủ quốc tế, tuyển thủ này được ngồi trên ghế chiến thắng, đồng thời có ưu thế trong vòng tập kết chiến đội Trung Quốc sau này. Các tuyển thủ không bị loại bất kể kết quả.
Vòng 2 - Khiêu chiến thần tích
Các con đường vẫn được giữ nguyên như ở vòng 1, mỗi con đường có 2 trận đấu:
- Trận 1 (thần tích tái hiện): 1 trong 7 tuyển thủ xung phong thách đấu với tuyển thủ trên ghế chiến thắng.[10]
- Trận 2 (cuộc chiến sinh tồn): 6 tuyển thủ chưa tham gia thi đấu vòng 1 cùng tuyển thủ thua cuộc ở vòng 1 tranh 3 suất đi tiếp vào vòng tiếp theo, những tuyển thù còn lại bị loại. Riêng tuyển thủ thua cuộc ở vòng 1 phải đạt được hạng nhất trong vòng này để đi tiếp, nếu không sẽ bị loại.

Vòng 3 - Tuyển chọn chiến đội
16 tuyển thủ lập thành 4 chiến đội, trong đó 4 tuyển thủ ngồi trên ghế vinh quang là 4 đội trưởng, mỗi đội gồm 4 thành viên của mỗi con đường.
- Giai đoạn 1: Chiến đội phá vây: 4 chiến đội sẽ tham gia 6 trận phá vây. Mỗi chiến đội có 36 điểm ban đầu để đặt cược, mỗi trận bắt buộc phải cược ít nhất 1 điểm, và bắt buộc phải dùng hết 36 điểm để đặt cược. Sau mỗi trận, căn cứ vào xếp hạng của 4 đội mà nhận được điểm số:

```
 - Đội về nhất nhận được số điểm đặt cược của đội đặt cược nhiều điểm nhất cộng thêm 3 điểm
 - Đội về nhì nhận được số điểm đặt cược của đội đặt cược nhiều thứ hai cộng thêm 2 điểm 
 - Đội về ba nhận được số điểm đặt cược của đội đặt cược nhiều thứ ba cộng thêm 1 điểm 
 - Đội về chót nhận được số điểm đặt cược của đội đặt cược ít điểm nhất
```

Tuy nhiên, nếu tuyển thủ không hoàn thành thử thách thì sẽ bị 0 điểm (không được tính điểm thứ hạng). Đội cao điểm nhất sau các trận phá vây sẽ có ưu thế lớn trong thành lập Trung Quốc chiến đội.
- Giai đoạn 2: Bổ sung cường giả

Đội trưởng đội chiến thắng được chắc xuất vào Trung Quốc chiến đội. 15 thành viên còn lại trải qua thử thách của các cường giả là các tuyển thủ cũ đã từng sáng tạo thần tích trên Siêu trí tuệ Trung Quốc các mùa, cuối cùng chọn ra Trung Quốc chiến đội có 6 thành viên.
Vòng 4: Quốc tế Đỉnh phong
Viện sĩ Viện Khoa học Trung Quốc: Giáo sư Thi Nhất Công trở thành đội trưởng của Trung Quốc chiến đội thi đấu với Quốc tế chiến đội do Robert Desimone là đội trưởng, gồm 6 tuyển thủ đến từ Anh, Nhật, Mông Cổ, Mỹ. Cuộc thi phân làm hai ngày thi đấu, mỗi ngày đấu 3 trận, điểm số mỗi trận theo thứ tự là 1, 2, 3 điểm, trong đó đội chiến thắng trận 1 điểm được quyết định thứ tự thi đấu và điểm số của hai trận sau. Kết thúc mỗi ngày, đội cao điểm hơn được một ngôi sao, trường hợp bằng điểm thì cả hai đội được một ngôi sao. Sau 2 ngày thi đấu, đội nào nhiều sao hơn giành thắng lợi chung cuộc; các giám khảo trong chiến đội thắng lợi bình chọn ra một thí sinh ưu tú nhất để trao danh hiệu Não Vương toàn cầu của Tối cường đại não mùa thứ 11.

## Giám khảo chính
- Mùa 1 đến 4:

Giám khảo khoa học: Ngụy Khôn Lâm
Giám khảo khách mời: Đào Tinh Doanh
- Mùa 5: Ba đội

Vương Dục Hoành (Thủy đội)
Vương Phong (Sơn đội)
Bào Vân (Vân đội)
- Mùa 6: Ba đội

Ngụy Khôn Lâm và Thích Vy (Lâm đội)
Vương Phong và Hàn Tuyết (Sơn đội)
Bào Vân và Quách Thái Khiết (Vân đội)
- Mùa 7, 8:

Giám khảo khoa học: Nhà kinh tế học Giáo sư Tiết Triệu Phi và nhà tâm lý học, Giáo sư Đại học sư phạm Hoa Nam Du Giai Ninh
- Mùa 9, 10, 11:

Nhà tâm lý học, Giáo sư Đại học sư phạm Hoa Nam Du Giai Ninh
và các giám khảo, khách mời khác (xem bài chi tiết từng mùa)

## Thống kê
Những thí sinh có điểm cao nhất từng mùa
| Mùa | Tên thí sinh    | Tập | Tổng điểm |
| --- | --------------- | --- | --- |
| 1   | Châu Vĩ         | 3   | 150 |
| 2   | Bào Vân         | 2   | 150 |
| 3   | Phan Tử Kỳ      | 3   | 135 |
| 3   | Ngô Tùng Hạo    | 4   | 135 |
| 3   | Hoàng Thăng Hoa | 5   | 135 |
| 3   | Tô Thanh Ba     | 8   | Do đây là thí sinh được các giám khảo cứu từ tập 3, nên không cho điểm. Thí sinh hoàn thành thử thách thì xem như tiến cấp thành công. Kết quả thí sinh hoàn thành thử thách, giáo sư Ngụy Khôn Lâm nhận xét độ khó của thử thách này là 10 điểm và là tiết mục duy nhất của mùa này xứng đáng 10 điểm |
| 4   | Từ Dịch Bái     | 4   | 150 |

| Tên                               | Não vương |
| --------------------------------- | --- |
| Trần Trí Cường                    | Mùa 3 (giành được quyền trực tiếp thi đấu Não vương tranh bá vào mùa sau) Mùa 4                                  |
| Hoàng Chính, Alex Mullen, Tiểu Độ | Mùa 4 |
| Dương Dịch                        | Mùa 5 Mùa 7 (Não vương chi vương). Đây cũng là mùa không có tuyển thủ tân binh tham gia đạt danh hiệu Não vương. |
| Trịnh Lâm Khải                    | Mùa 6 |
| Chu Huy Vũ                        | Mùa 8 |
| Bạch Vũ Bằng                      | Mùa 9 Mùa 10. Đây cũng là mùa không có tuyển thủ tân binh tham gia đạt danh hiệu Não vương.                      |

## Tranh cãi
Năm 2017, Siêu trí tuệ mùa thứ 4 bị khán giả quay lưng vì những lùm xùm xung quanh hai tuyển thủ Lâm Khải Tuấn và Giả Lập Bình. Lâm Khải Tuấn đã tố cáo Ê-kíp sản xuất sản xuất không công bằng, để xảy ra lỗ hổng trong quy định của phần thi. Hành động này của Lâm Khải Tuấn đã nhận được sự ủng hộ từ phía các tuyển thủ khác. Tuy nhiên, điều khiến công chúng phẫn nộ lại là hành động bênh vực tuyển thủ Giả Lập Bình của Ê-kíp sản xuất, thay vì đưa ra một câu trả lời chính đáng.
Năm 2019, Siêu trí tuệ mùa thứ 6 tiếp tục gây ra tranh cãi khi đào thải những tuyển thủ tài năng và giữ lại những người chơi có gương mặt đẹp dù tài năng còn hạn chế. Chương trình cũng tập trung khai thác ngoại hình và đời tư của những tuyển thù này thay vì trí tuệ của họ. Tang Khiết - nhà sản xuất của Siêu trí tuệ mùa 6 cũng bị công chúng chỉ trích vì phát ngôn gây tranh cãi: "Trọng tâm thay đổi của mùa mới không còn nằm ở bộ não nữa."  Tỷ suất người xem của Siêu trí tuệ mùa 6 tụt dốc khi tuyển thủ Bào Vân tố cáo tuyển thủ Vương Dịch Mộc gian lận trong một phần thi. Trên trang cá nhân, Bào Vân còn bóng gió về việc ê-kíp sản xuất dàn dựng kịch bản. Hành động tố cáo của Bào Vân nhận được sự đồng tình từ phía công chúng, nhưng phía Ê-kíp sản xuất và ban giám khảo lại khẳng định nam tuyển thủ này đưa ra thông tin sai sự thật.

## Chỉ số lượt xem
Mùa 1
| Tập            | Ngày,tháng,năm      | Thời gian phát sóng | Rating | Share  | Xếp hạng trong nước |
| -------------- | ------------------- | ------------------- | ------ | ------ | ------------------- |
| 1              | 3 tháng 1 năm 2014  | 22:00               | 1.400  | 6.30%  | 2                   |
| 2              | 10 tháng 1 năm 2014 | 22:00               | 1.795  | 7.70%  | 2                   |
| 3              | 17 tháng 1 năm 2014 | 22:00               | 1.629  | 6.50%  | 3                   |
| 4              | 24 tháng 1 năm 2014 | 22:00               | 1.827  | 8.15%  | 2                   |
| Tập đặc biệt 1 | 31 tháng 1 năm 2014 | 22:00               | 0.888  | 3.94%  | 3                   |
| 5              | 7 tháng 2 năm 2014  | 22:00               | 1.640  | 6.73%  | 2                   |
| 6              | 14 tháng 2 năm 2014 | 22:00               | 1.561  | 5.78%  | 3                   |
| 7              | 21 tháng 2 năm 2014 | 22:00               | 2.084  | 8.54%  | 2                   |
| 8              | 28 tháng 2 năm 2014 | 22:00               | 1.875  | 8.05%  | 2                   |
| 9              | 7 tháng 3 năm 2014  | 22:00               | 1.788  | 7.93%  | 2                   |
| 10             | 14 tháng 3 năm 2014 | 22:00               | 2.208  | 10.00% | 1                   |
| 11             | 21 tháng 3 năm 2014 | 22:00               | 2.584  | 11.81% | 1                   |
| 12             | 28 tháng 3 năm 2014 | 21:30               | 2.709  | 10.38% | 1                   |
| Tập đặc biệt 2 | 4 tháng 4 năm 2014  | 22:00               | 0.710  | 2.92%  | 4                   |

## Phiên bản quốc tế
| Quốc gia              | Tên chương trình                     | Dẫn chương trình      | Đài truyền hình | Ngày phát sóng            |
| --------------------- | ------------------------------------ | --------------------- | --------------- | ------------------------- |
| Argentina             | Unknown                              | Unknown               | Unknown         | Unknown                   |
| Brazil                | Unknown                              | Unknown               | Unknown         | Unknown                   |
| Ba Lan                | The Brain. Genialny Umysł            | Jerzy Mielewski       | Polsat          | 7 tháng 3 năm 2017        |
| Pháp                  | Les Extra-ordinaires                 | Christophe Dechavanne | TF1             | 6 tháng 3 năm 2015        |
| Đức · (phiên bản gốc) | Deutschlands Superhirn               | Jörg Pilawa           | ZDF             | 28 tháng 12 năm 2011      |
| Italy                 | Superbrain - Le Supermenti           | Paola Perego          | Rai 1           | ngày 29 tháng 12 năm 2012 |
| Nga                   | Удивительные люди Udivitelnyye Lyudi | Alexander Gurevich    | Russia-1        | Mùa thu 2016              |
| Tây Ban Nha           | Increíbles: el gran desafío          | Carlos Sobera         | Antena 3        | 8 tháng 2 năm 2013        |
| Thái Lan              | Unknown                              | Unknown               | Unknown         | Unknown                   |
| Ukraina               | Дивовижні люди Dyvovyzhni Lyudi      | Olexander Skichko     | Ukraina         | 23 tháng 2 năm 2019       |
| Hoa Kỳ                | Superhuman                           | Kal Penn              | Fox             | Tháng 1 - 2016            |
| Việt Nam              | Siêu trí tuệ Việt Nam                | Trấn Thành            | HTV2            | 26/10/2019                |